# CKYHS Group
Die CKYH Alliance, später "The Green Alliance", war eine Schifffahrtsallianz bestehend aus den großen Linienreedereien COSCO (China), K-Line (Japan), Yang Ming (Taiwan) und Hanjin Shipping (Südkorea). Die Vorteile für den Kunden sind u. a. eine höhere Anzahl von Abfahrten und ein höheres Angebot an Häfen weltweit. Zusätzlich wird eine höhere Auslastung der Containerschiffe innerhalb der Allianz erreicht. Der gemeinsame Marktanteil betrug im Jahr 2007 ca. 18 % mit 1.384.479 TEU (20-Fuß-Standard-Container). 2013 lag der gemeinsame Marktanteil bei 12 %. 
Zum 1. März 2014 wurde die derzeit viertgrößte Linienreederei Evergreen (Marktanteil 4,9 %) in die Allianz mit aufgenommen, der Name lautet nun CKYHE.
Weitere Allianzen waren die Grand Alliance und die New World Alliance, die sich 2012 zur "G6 Alliance" zusammengeschlossen hatten. 2016 wurden neue Allianzen gegründet. THE Alliance mit Hapag-Lloyd, Yang Ming und K-Line, MOL, NYK sowie die Ocean Alliance mit COSCO, CMA-CGM, Evergreen. Zusammen mit den Reedereien Maersk und MSC stellt jede Allianz ca. einen Marktanteil von 30 % weltweit dar.